# Bestiario d'amore
(Richart de Fournival, Il Bestiario d'amore)
Il Bestiario d'amore (in lingua originale Li Bestiaires d'amours) è l'opera letteraria più importante e famosa di Richard de Fournival, scritta a metà del XIII secolo, probabilmente prima del 1252, in francese.
Quest'opera ha influenzato diversi altri bestiari scritti in epoche successive, come il Libellus de natura animalium.
In epoca contemporanea l'opera è stata pubblicata con il titolo Il bestiario d'amore. 

## La forma bestiario
Questo testo trae origine, strutturalmente, dai bestiari cristiani medievali, ispirati all'ordinamento degli animali attuato nella Bibbia da Adamo.
Richard ne sfrutta tutte le potenzialità per farne uno dei fondamentali testi sulla fenomenologia d'amore, utilizzando l'insistita similitudine zoologica, tipica della tradizione dei bestiari: ne esce, così, un originale compendio universale della vita amorosa.

## Il testo

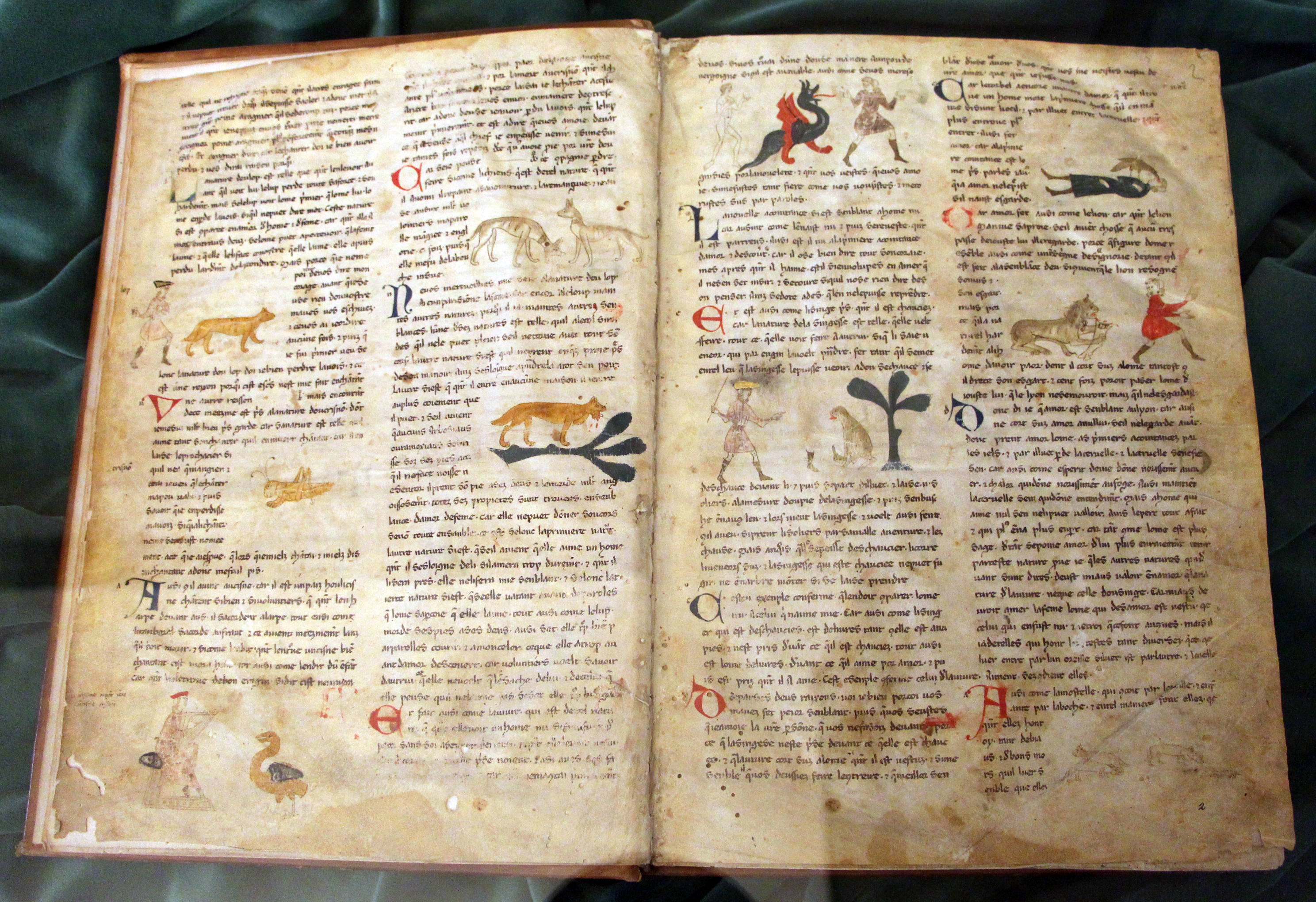
Bestiaire d'amour, XIV sec. (Biblioteca Medicea Laurenziana)

### Prosa
Come spiega Richart, la prosa è da lui usata in sostituzione al canto, del quale ha già fatto uso:
...mi sono accorto che il canto mi è servito così poco che non potrei fare affidamento su di esso senza provocare la mia rovina...
Infatti, conformemente alla natura del grillo e del cigno, il canto conduce a morte per amore del suono stesso: per timore che l'estremo canto del poeta conduca questi a morte, il messaggio è proferito da Richart per mezzo della più sicura prosa: essa, infatti, è concepita come forma della verità, lontana dagli artifizi letterari tipici dei versi.
Tuttavia, l'autore va perdendosi in uno stile sempre più liricheggiante, che contraddice l'intento programmatico dichiarato nel prologo; si rende conto, dopotutto, che poesia e prosa sono fatte della stessa materia, la parola; infatti, è essa stessa a non avere in sé la categoria della verità.

### Memoria e sensi
Il tema della memoria è molto caro a Richart: il poeta-amante si pone come obiettivo del Bestiaires proprio quello di lasciare eterno ricordo di sé nella memoria dell'amata.
La memoria, spiega poi, ha due porte: vista e udito. Da qui si sviluppa un complesso discorso sui sensi, che coinvolge numerose nature degli animali da bestiario.
Tra i sensi, è la vista il più sviluppato nell'uomo, dunque quello che ha la priorità; ma ampio spazio hanno anche gli altri sensi, tutti svolti in via scientifico-letteraria, secondo le nature zoologiche.

### Animali trattati
Nell'ordine, nel testo, sono citati e/o trattati i seguenti animali, per un totale di 57 (elenco completo):
- gallo
- grillo
- cigno
- lupo
- serpente
- scimmia
- corvo
- leone
- donnola
- calandra
- sirena
- aspide
- merlo
- talpa
- api
- lien
- talpa
- avvoltoio
- ragno
- aringa
- piviere
- salamandra
- tigre
- unicorno
- pantera
- gru
- pavone
- rondine
- donnola
- pellicano
- castoro
- picchio verde
- riccio
- coccodrillo
- idra
- vipera
- serra
- tortora
- pernice
- struzzo
- cicogna
- upupa
- aquila
- drago
- elefante
- colomba
- balena
- volpe
- gazza

## La risposta al Bestiario d'amore
In taluni dei 19 manoscritti che conservano esemplari del testo di Richart, il Bestiaires è seguito da una Risposta: chi sia l'autore di tale testo è informazione ignota; tuttavia c'è una certezza: Richart non ne è l'autore, per l'enorme distanza stilistica. C'è chi ipotizza si tratti di un autore che si mette nella parte della dama cui Richart si rivolge; tuttavia la convinzione con la quale l'anonimo risponde al Bestiaires è tanto marcata, che c'è chi congettura un'autrice femminile.
Questo testo, più breve del Bestiario, si propone come un rovesciamento delle argomentazioni richartiane, fino a giungere al finale rifiuto esplicito dell'amore del poeta, che diviene, nel ritratto che se ne ricava, quasi un lauzengier, un lusingatore incastrato dalle sue stesse parole. Oltre a riprenderne le parole, l'anonimo autore si riallaccia a quasi tutte le similitudini zoologiche del Bestiaires, perlopiù citandole o rileggendone la natura.

## Il Bestiario nella musica contemporanea
Nel 2020 il cantautore Vinicio Capossela ha pubblicato un EP intitolato Bestiario d'amore. Per scriverlo, Capossela ha attinto proprio dal componimento di De Fournival. Accanto al brano omonimo, vi sono altre due composizioni di ambientazione trobadorica e una suite strumentale. 